# Yoho National Park
Yoho National Park er en nationalpark  og del af et verdensarvsområde ligger i Canadian Rockies langs den vestlige skråning af det Nordamerikas kontinentale vandskel i de sydøstlige dele af provinsen British Columbia i Canada.
Nationalparken grænser til Kootenay National Park i syd og Banffs National Park i øst. Navnet Yoho kommer fra et ord på cree som udtrykker forbavselse.
Yoho dækker 1.313 km² og er den mindste af de fire tilstødende nationalparker.
Yoho, tilsammen med Jaspers National Park , Kootenay National Park  og Banff National Park samt tre provinsparker i British Columbia - Hamber Provincial Park, Mount Assiniboine Provincial Park og Mount Robsons Provincial Park - blev i 1984 udpeget til verdensarvsområde Canadian Rocky Mountain Parks World Heritage Site. Parkens administrations- og besøgscenter ligger i byen Field, tæt på Trance-Canada Highway.

## Geologi
Kicking Horse River, har sit udspring i isfelterne Wapta og Waputik i parken. Floden har skabt en naturlig bro igennem solidt bjerg. Formationen ligger 3 km vest for byen Field og kan nås fra vejen til Emerald Kvabbe.
Bjergkæden Canadian Rockies består af sedimentære bjergarter, med et stort antal fossilrester. Burgess Shale, beliggende i nationalparken, er et af verdens rigeste områder  hvad angår levn af usædvanlige fossiler. Dette område blev i 1909 opdaget af Charles Doolittle Walcott. I det sydøstlige hjørne af parken findes en vulkansk intrusion, Ice River Complex, som har aflejringer af sodalit, en dekorativ sten.

## Bjerge
- Mount Burgess,  2.599 m højt bestiges relativt ofte. I 17 år var bjerget med på Canadas ti-dollarseddel.
- Mount Stephen, 3.199 m højt er den højeste af de fire bjerge som omgiver byen Field i Britisk Columbia. En del af Burgess Shale-fossilerne blev fundet på Mount Stephen.
- The President, (Præsidenten) 3 138 m højt
- The Vice President, (vicepræsidenten) 3 066 m højt
- Mount Goodsir, 3.567 m højt
- Mount Balfour, 3.272 m højt [1]

## Vandfald
- Takakkaw Falls
- Wapta Falls